# فراق (فیلم)
فراق (به هندی: Firaaq) یا جدایی فیلمی محصول سال ۲۰۰۸ و به کارگردانی ناندیتا داس است. در این فیلم بازیگرانی همچون نصیرالدین شاه، سانجای سوری، راغوبیر یاداو، اناملحق، دیپیتی نوال، پارش راوال، شاهانا گوسوامی، نوازالدین صدیقی، تیسکا چوپرا، سامیت راغوان، روحی سینگ، نثار، راهول سینگ ایفای نقش کرده‌اند.